# Cedric Thorpe Davie
Cedric Thorpe Davie (Londen, 30 mei 1913 – (St. John's Town of) Dalry, 18 januari 1983) was een Schots componist, muziekpedagoog, dirigent, organist en hoornist.

## Levensloop
Thorpe Davie studeerde aan de Royal Scottish Academy of Music and Drama (RSAMD) in Glasgow onder andere bij William Gillies Whittaker en R. Harold Thomson. Met een Caird studiebeurs kon hij zowel aan de Royal Academy of Music alsook aan het Royal College of Music in Londen studeren onder andere piano bij Harold Craxton, Eric Thiman en hoorn bij Audrey Brain. Hij deed nog verdere studies aan het Royal College of Music compositie bij Reginald Owen Morris, Ralph Vaughan Williams en Gordon Jacob, waar hij in 1935 de Sullivan prize en de Cobbett prize voor compositie won. Thorpe Davie voltooide zijn studies bij Egon Petri, een Duits componist en pianist van Nederlandse afkomst, aan de Hochschule für Musik in Berlijn, bij Zoltán Kodály aan de Franz Liszt Muziekacademie in Boedapest en bij Yryö Kilpinen aan de Sibelius-Akademie in Helsinki.
In 1936 kwam hij terug naar Glasgow, werd organist aan een kerk en doceerde aan de Royal Scottish Academy of Music and Drama (RSAMD). In 1945 werd hij docent van de muziekafdeling aan de Universiteit van Saint Andrews in Saint Andrews (Schotland) en eveneens organist aan de Universiteit van Saint Andrews kapel. Van het Saint Andrews University Orchestra was hij dirigent. In 1973 werd hij tot professor benoemd. Totaal heeft hij 33 jaar aan de Universiteit van Saint Andrews gewerkt en ging in 1978 met pensioen.
Thorpe Davie was soms ook dirigent van de National Youth Brass Band of Scotland.
Als componist schreef hij voor vele genres. Hij oogstte zijn eerste succes met de Fantasy no. 1 on Scottish Tunes, dat met het BBC Scottish Symphony Orchestra onder leiding van Ian Whyte in 1938 werd via de omroep werd uitgezonden. In december 1938 werd dit werk ook door de dirigent George Szell uitgevoerd. In 1945 won hij een tweede prijs bij een compositie-wedstrijd van het dagblad Daily Express met zijn Symfonie in C, die hij opdroeg "In Honour of My Brother". Dit werk werd van bekende dirigenten op de lessenaar gezet, zoals Constant Lambert, Ian Whyte, Norman Del Mar en Sir John Barbirolli. Het gevolg van het succes van deze symfonie was een opdracht de muziek voor de film The Brothers te componeren. Hij schreef ook een opera Ganuner Gurton's Needle, die gebaseerd is op een schouwspel vanuit de 15e eeuw.
In 1955 werd hij als Officier in de Orde van het Britse Rijk (Verenigd Koninkrijk) onderscheiden en kon het acroniem OBE aan zijn naam toevoegen. Thorpe Davie was bestuurslid van het Scottish Arts Council en het Scottish Certificate of Education Music Panel.

## Composities

### Werken voor orkest
- 1932 Elegy for an Ossianic Warrior, voor orkest
- 1934 Concert Ouverture in d-klein, voor orkest
- 1936 Suite, voor schoolorkest
  1. Overture
  2. Minuet
  3. Hornpipe
  4. Sarabande
  5. Jig
  6. March
- 1938 Fantasy no. 1 on four Scottish Tunes, voor klein orkest
- 1943-1944 Concerto, voor piano en strijkorkest
- 1943 Scotland at War, voor orkest
- 1945 Symfonie in C-groot, voor orkest
  1. Lento - Allegro moderato
  2. Adagio
  3. Allegro non troppo
- 1946 The Forrigan suite, voor klein orkest
- 1946 St. Andrews Night in Elysium, voor dwarsfluit, klarinet, fagot, harp en strijkers
- 1947 The Beggar's Benison, ballade voor orkest
- 1948 Sunset Song, voor klein orkest
- 1949 Variations on a theme of Alexander Campbell Mackenzie, voor klein orkest
- 1950 The Casket Forgery, voor fagot, twee hoorns, trompet, slagwerk en strijkers
- 1950 Cloud Howe, voor dwarsfluit, hobo, twee klarinetten, twee hoorns, harp en strijkers
- 1950 Solemn Music voor strijkorkest
- 1950 Festal Overture, voor groot orkest
- 1951-1952 The Noblest Prospect, voor dwarsfluit, hobo, saxofoon, 3 klarinetten, fagot, hoorn, 2 trompetten, 2 trombones, slagwerk en strijkers
- 1952 The Heart is Highland, voor orkest
- 1952 Royal Mile, coronation march voor orkest
- 1953 The Thistle and the Rose
- 1953 Deil's Wark, voor viool solo, strijkorkest en slagwerk
- 1953-1954 Diversions on a theme of Thomas Arne, voor orkest
- 1953/1979 Auld Lang Syne, voor orkest
- 1954 A Drunk Man looks at the Thistle, voor dwarsfluit, klarinet, fagot, hoorn, trompet en strijkers
- 1957 The Boy and the Salmon, voor orkest
- 1963 Two Short Burns Overtures, voor orkest
- 1964 Fantasia Nr. 2 on Four Scottish Folk Tunes, voor orkest, piano en orgel
- 1966 Opening and Closing Music for the Opening Concert of BBC 2 in Scotland, voor orkest
- 1967 New Town Suite, voor orkest
  1. Prelude: Stily Vale
  2. Pastorale: There'll never be peace, The Scotch wriggle
  3. Rondo: Jocky said to Jenny, Robin shear'd in hairst, Fy let us all to the bridal, For the love of Jean, The mucking of Geordie's byre, Geld him lassies geld him
  4. Intermezzo: The waukin' of the fauld, Lady Anne Bothwell's lament
  5. March: Dumbarton's Oaks

### Werken voor harmonieorkest en brassband
- 1949 Fanfares for the Edinburgh Festival, voor zes trompeten, zeven trombones en kleine trom
- 1961 Royal Mile, coronation march voor brassband
- 1961-1962 Variations on a theme of Lully, voor brassband
  1. Een thema uit de laatste akte van Lully's opera Thésée en
  2. 14 variaties
- 1968 The Ballad of St. John's Town, voor brassband
- 1977-1978 Flodden Field, voor zes militaire kapellen, 4 trompetten, 3 trombones en 2 sets van pauken
- 1980 Variations and Fugue on Wee Cooper of Fife, voor harmonieorkest

### Toneelwerken

#### Opera
| Voltooid in    | titel                  | aktes    | première                                                                                | libretto                                          |
| -------------- | ---------------------- | -------- | --------------------------------------------------------------------------------------- | ------------------------------------------------- |
| 1936           | Gammer Gurton's Needle | 3 scènes |                                                                                         | van de componist, naar William "Mickey" Stevenson |
| 1947-1948      | The Beggar's Opera     |          | 1948, Saint Andrews (Schotland), St. Andrews Mermaids                                   |                                                   |
| 1952; rev.1953 | The Highland Fair      |          | 1952, Glasgow, Citizens' Theatre (Edinburgh Festival); 1953, Glasgow, Citizens' Theatre | Joseph Mitchell (1731)                            |
| 1954           | A Princess for a Prize | 1 akte   | 17 maart 1954, BBC Scotland                                                             | William MacArthur                                 |
| 1958-1959      | Cutty Sark             |          |                                                                                         | William MacArthur                                 |

#### Operette
| Voltooid in | titel                      | aktes  | première                                     | libretto       |
| ----------- | -------------------------- | ------ | -------------------------------------------- | -------------- |
| 1935        | The Kingdom of King Winter | 1 akte | maart 1936, Glasgow, Children's theatre      | Bertha Waddell |
| 1936        | The Land of Laughter       | 1 akte | niet bekend                                  | Bertha Waddell |
| 1937        | Sea-Tangle                 | 1 akte | 1937, Glasgow en Belfast, Children's theatre | Bertha Waddell |
| 1938        | The Man in the Moon        | 1 akte | niet uitgevoerd                              | Bertha Waddell |

#### Muziek voor schouwspel
- 1944 The Switchback - tekst: James Bridie
- 1944 A Change for the Worse - tekst: James Bridie
- 1945 A Sleeping Clergyman - tekst: James Bridie
- 1945 The Forrigan Reel, voor zangstem, chanter, fluiten, spinet en strijkorkest - tekst: James Bridie
- 1947 The Gentle Shepherd, voor zangstemmen solo en klein orkest - tekst: Allan Ramsay
- 1948 Ane Satyre on "Thrie Estaites" - tekst: David Lindsay - première: Edinburgh International Festival 1948
- 1949 The Gentle Shepherd, voor 8 solo zangstemmen, dwarsfluit, hobo, klarinet, fagot en piano - tekst: Schots pastoraal komedie van Allan Ramsay
- 1949 King Henry VIII, voor houtblazers, koperblazers, slagwerk, solo strijkkwartet en gemengd koor - tekst: William Shakespeare
- 1950 King Lear, voor orkest, harp, orgel en slagwerk - tekst: William Shakespeare
- 1950 Mr. Gillie - tekst: James Bridie
- 1951 The Craftsman's Hand, voor bariton, klarinet, viool, altviool en cello - tekst: George Scott-Moncrieff
- 1951 A Mittsummer Night's Dream, voor knappen- en mannenkoor, celesta en slagwerk - tekst: William Shakespeare
- 1954 Marigold, voor klarinet, viool en piano - tekst: Lizzie Allen Harker en Francis Robert Pryor
- 1956 Two Gentlemen of Verona - tekst: William Shakespeare
- 1957 The Merchant of Venice, fanfares voor twee trompetten en twee trombones
- 1960 The Merchant of Venice, voor gemengd koor en klein orkest - tekst: William Shakespeare
- 1961 Let Wives Tak Tent (L'Ecole des femmes), voor klarinet, viool en slagwerk - tekst: Molière
- 1962 Rob Roy - tekst: Isaac Pocock
- 1963 The Honours of Drumlie, voor dwarsfluit/piccolo, viool en slagwerk - tekst: James Scotland
- 1965 The Servant o' Twa Maisters, voor dwarsfluit, hobo, klarinet en fagot - tekst: Carlo Goldini, «Il servitore di due padroni», Schotse vertaling: Victor Carin
- 1959 The Three Estates, voor mannenkoor, 3 trompetten, pauken, slagwerk, klokken en orgel - tekst: David Lindsay - première: Edinburgh International Festival 1959

### Werken voor koren
- 1935 Pange Lingua, Gloriosi Corporis Mysterium, motet voor dubbel koor - tekst: Thomas van Aquino
- 1935 Dirge for Cuthullin, voor gemengd koor en orkest - tekst: James Macpherson, "The death of Cuchullin" uit «Poems of Ossian»
- 1937 Three Anthems, voor gemengd koor en orgel - tekst: George Wither, «Hymns and Songs of the Church» (1623)
- 1943 To Mistress Margaret Hussey, voor vrouwenkoor (S.S.A.), dwarsfluit, harp en strijkkwartet
- 1946 Two Christmas Carols, voor gemengd koor
- 1948 Under the Greenwood Tree', voor kinderkoor en piano
- 1949 Orpheus and Eurydice, voor vrouwenkoor en orkest - tekst: Sidney Goodsir Smith
- 1950 Three Scottish Folk Songs, voor gemengd koor
- 1950 Tweo Gaelic Songs, voor gemengd koor
- 1952 Faill ill o-ho-ro (One Day I was in Yonder Grove), voor mannenkoor
- 1952-1953 The Thistle and the Rose, voor schoolkoor (S.A.B.), orkest en piano - tekst: William Dunbar, «The Thistle and the Rose» en Edmund Spenser, «The Shepheardes Calender»
- 1953 Maili Bheag Òg (Little Lass Maili), voor mannenkoor
- 1954 Maili Mhin Mheall Shuilach (Mary of the Bewitching Eyes), voor gemengd koor
- 1954 Six Scottish Folk Songs, voor gemengd koor
- 1954 An Coineachan, June 1954, voor gemengd koor
- 1956 Rejoice and be Merry, voor kinderkoor, vrouwenstemmen, piano en strijkers
- 1958 Scotland the Brave, voor mannenkoor
- 1960 Tam o' Shanter's Tryst, voor gemengd koor, klein orkest en piano
- 1961 The old Serpent, voor gemengd koor
- 1962 Gur Gile Mo Leannan (My Fairest Sweetheart), voor gemengd koor
- 1962 Two Gaelic Songs, voor mannenkoor
- 1966 I was Glad, voor koor en orkest
- 1973 The Bonny Earl o' Moray, voor vrouwenkoor (S.S.A.)
- 1981 The Queen's Maries, voor vierstemmig vrouwenkoor (S.S.A.A.)

### Vocale muziek
- 1932 The Widow-Bird, voor mezzosopraan, vrouwenkoor (S.S.A.) en piano
- 1934 Twee liederen, voor bas en piano
- 1935 Eight little Songs, voor sopraan en orkest (of piano)
- 1936 Christ and the Sinner, ballade voor contralto en piano
- 1943 Six Scottish Folk Songs, voor zangstem en piano
- 1943 Three Scottish Folk Songs, voor bariton en mannenkoor
- 1943 Six Polish Folk Songs, voor zangstem, klarinet, viool en cello
- 1945 Born this Happy Morning, voor tenor solo, gemengd koor en orkest
- 1946 Sir Walter Scott, voor sopraan, bariton en orkest
- 1946 To Meet the MacGregors, voor zangstemmen, klarinet, viool, altviool, cello en piano - tekst: Eric Linklater
- 1946 The Trumpeter of Fyvie, voor sopraan, tenor en orkest
- 1948 Six Poems, voor sopraan en piano - tekst: Violet Jacob
- 1950 Two Songs, voor zangstem en piano
- 1950 Ode for St. Andrews Night, voor tenor solo, gemengd koor en orkest - tekst: Maurice Lindsay
- 1950 Seas Between us, voor solisten, gemengd koor en orkest
- 1950 The Jerusalem Farers, voor tenor en harp
- 1951 Flowers from the Rock, voor tenor solo en gemengd koor (gecomponeerd voor de 21e verjaardag van Prinses Margaret Windsor op 21 augustus 1951)
- 1951 By the River, voor sopraan solo, vrouwenkoor (S.S.A.), strijkorkest en piano
- 1951 Six Scottish Folk Songs, voor sopraan en piano
- 1951-1952 Six Scottish Folk Songs (first set), voor sopraan en piano
- 1952 Six Scottish Folk Songs (second set), voor tenor en piano
- 1953 The Jolly Beggars, voor vier solisten, piano en strijkkwartet - tekst: Robert Burns
- 1953 Scottish Journey, voor sopraan, tenor, bariton, gemengd koor en orkest - tekst: Jean Mathieson
- 1954 Twelfth Night, voor tenor en strijkkwartet
- 1955 Villikens and his Dinah, voor zangstem en orkest
- 1955 The Invisible Heritage, voor contralto solo en orkest
- 1955-1956 Directions for a Map, voor sopraan of tenor en strijkkwartet
- 1957 Their was a Lad was born in Kyle, voor tenor en orkest
- 1957 The Twa Sisters, voor zangstem en piano
- 1957 Seven Scottish Folk Songs, voor mezzosopraan, bariton en orkest
- 1957 Two Scottish Folk Songs, voor zangstem en orkest
- 1958 Two Scottish Folk Songs, voor zangstem en kamerorkest
- 1958 The Brass Butterfly, voor countertenor, trompet, harp en speciale effecten
- 1958 Seven Scottish Folk Songs, voor tenor, harp en strijkorkest
- 1961 Burn's Night, voor zangstem en klein orkest
- 1962 Three Scottish Folk Songs, voor 2 sopranen en piano
- 1963 Five Scottish Folk Songs, voor zangstem en orkest
- 1965 Two Scottish Folk Songs, voor 2 sopranen en piano
- 1968 The Oxford Scottish Song Book
- 1972 Four Burns Songs, voor hoge stem en piano
- 1978 Seven Scottish Folk Songs, voor zangstem, blokfluit, dwarsfluit, hobo/althobo, viool, cello en klavecimbel

### Kamermuziek
- 1932 Trio in c-klein, voor viool, cello en piano
- 1934 Sonatina, voor cello en piano
- 1934-1935 Phantasy Quartet, voor strijkkwartet
- 1937 Theme and Variations, voor blaaskwintet
- 1938-1939 Sonatina, voor dwarsfluit en piano
- 1939 Sonatina, voor viool en piano
- 1943 Ten Scottish Dance Tunes, voor viool, cello, contrabas en piano
- 1946 The Carlin Moth, voor dwarsfluit, 2 violen en altviool
- 1946 The Balloon, voor klarinet, fagot, cornet, viool, altviool en cello
- 1947 Variations on Day after Day, voor piccolo/dwarsfluit, hobo, klarinet en fagot
- 1948 The Grey Wind, voor hobo en 2 klarinetten
- 1948 The Shulamite, voor dwarsfluit en harp
- 1949 The Death of Tristram and Iseult, voor basklarinet en altviool
- 1949 Prelude on Martyrs, voor hobo, twee trompetten, drie trombones, strijkkwartet en orgel
- 1949 Variants on the Deil's Awa, voor fagot en viool
- 1951 Fanfares for the Closing Ceremony of the Edinburgh Festival, voor drie trompetten, twee trombones en twee kleine trommen
- 1951 The Simmer Dim, voor dwarsfluit, harp, viool en cello
- 1951 Thirty Three Fanfares, voor twee trompetten en twee hoorns
- 1953 Royal Fanfares, voor 3 trompetten, 4 trombones en kleine trom
- 1956 Sun and Moon, voor hobo en harp
- 1957 An Autumn Saturday, voor dwarsfluit, 2 klarinetten, fagotten, 2 trompetten en strijkkwartet

### Werken voor orgel
- 1966 Scotch Tune

### Filmmuziek
- 1940 Scotland Speaks (Scotland's War Effort), documentaire
- 1946 This Modern Age
- 1947 The Brothers
- 1948 Snowbound
- 1948 The Future of Scotland, documentaire
- 1949 The Bad Lord Byron
- 1951 The Adventurers
- 1952 You're Only Young Twice
- 1952 Highland Laddie, documentaire
- 1953 Rob Roy, the Highland Rogue
- 1954 The Miner's Widow, documentaire
- 1955 The Dark Avenger
- 1955 Heat in Harness, documentaire
- 1956 Jacqueline
- 1956 The Land of Robert Burns, documentaire
- 1956 The Green Man
- 1957 The Kid from Canada
- 1957 The Enchanted Islands
- 1957 Wales, documentaire
- 1957 Scotland, documentaire
- 1958 Rockets Galore!
- 1959 The Bridal Path
- 1960 A Terrible Beauty
- 1960 Kidnapped
- 1963 Disneyland

## Publicaties
- Cedric Thorpe Davie: Scotland's Music
- Cedric Thorpe Davie: Musical Structure and Design
- Christine M. Gascoigne: Cedric Thorpe Davie 1913-1983 - Catalog of Works, University Library, St. Andrews, 1988, 72 p. Volledige werklijst in de bibliotheek van de Universiteit van Saint Andrews (Schotland)